# Matteo II di Alessandria
Papa Matteo II (in arabo egiziano متاؤس التانى; Egitto, ... – Egitto, 23 settembre 1465) è stato un vescovo cristiano orientale egiziano, 90º papa della Chiesa ortodossa copta, venerato come santo.
Divenne monaco nel monastero di El-Muharraq e fu patriarca dei Copti per tredici anni. Secondo i bollandisti, è stato l'ultimo patriarca copto ad amministrare il sacro crisma. È commemorato nel calendario dei santi della Chiesa ortodossa copta il 13 thout.